# Hannonia (planten)
Hannonia is een geslacht uit de narcisfamilie (Amaryllidaceae). Het geslacht telt een soort die voorkomt in Marokko.

## Soorten
- Hannonia hesperidum Braun-Blanq. & Maire

... · 
Acis · 
Amaryllis · 
Boophone · 
Clivia · 
Crinum (Haaklelie) · 
Galanthus (Sneeuwklokje) · 
Hippeastrum · 
Hymenocallis · 
Leucojum (Narcisklokje) · 
Narcissus (Narcis) · 
Pancratium · 
Scadoxus · 
Sprekelia · 
Sternbergia · 
...